# Liste der Naturdenkmale in Wildeshausen
Die Liste der Naturdenkmale in Wildeshausen enthält die Naturdenkmale in Wildeshausen im Landkreis Oldenburg in Niedersachsen.
Am 31. Dezember 2016 gab es nach der Statistik des Niedersächsischen Landesbetrieb für Wasserwirtschaft, Küsten- und Naturschutz im Landkreis Oldenburg insgesamt 346 Naturdenkmale im Zuständigkeitsbereich der Unteren Naturschutzbehörde.
Die vom Landkreis Oldenburg veröffentlichten Listen nennen insgesamt 354 Naturdenkmale. Von diesen liegen 43 im Gebiet der Stadt Wildeshausen.

## Naturdenkmale
| Bild            | Bezeichnung                                  | Ort, Lage                         | Beschreibung | Schutzzweck | Nummer |
| --------------- | -------------------------------------------- | --------------------------------- | --- | ----------- | ------ |
| BW              | Birkenbruch „Der knietiefe Grund“            | (52° 56′ 15,3″ N, 8° 20′ 15,6″ O) | Birkenbruchwald mit Handtorfstichen. In den Stichen Torfmoose. Typische Pflanzen der verlandeten Moore. Fläche 19800 m² |             | ND 801 |
| BW              | Altwasser auf den Höfen                      | (52° 55′ 58,7″ N, 8° 21′ 23,9″ O) | Altwasser bei der Hunte mit Wasser- und Uferpflanzengesellschaften. Geestrand mit Eichen-Birkenwald bewachsen. Typische Pflanzen der verlandeten Moore. Fläche 4000 m² |             | ND 802 |
| BW              | 3 Eichen auf der Huntewiese                  | (52° 55′ 48,7″ N, 8° 22′ 45,5″ O) | Eichengruppe auf einer Weide, Höhe 20–21 m, Stammumfang 2,40–3,80 m, Alter ca. 150–250 Jahre. Fläche 720 m² |             | ND 803 |
| BW              | Rotbuche an der Hunte                        | (52° 55′ 48″ N, 8° 22′ 47,3″ O)   | Buche mit weit ausladender Krone, Höhe 24 m, Stammumfang 4,30 m, Kronendurchmesser 27 m, Alter ca. 200 Jahre. Fläche 572 m² |             | ND 804 |
| BW              | Altwasser bei der Glaner Braut               | (52° 55′ 45,9″ N, 8° 22′ 38,5″ O) | fast verlandetes Altwasser. Wasser- und Uferpflanzen. Geestrand mit einem Eichen-Birkenwald bewachsen. Fläche 4200 m² |             | ND 805 |
| BW              | Feuchtwiese an der Heinefelder Bäke          | (52° 55′ 48,5″ N, 8° 19′ 59,9″ O) | Feuchtbiotop mit Hochstaudenfluren, Röhricht- und Großseggengesellschaften. Fläche 14900 m² |             | ND 806 |
| BW              | Hunte-Altwasser bei der Wiekau               | (52° 55′ 21,4″ N, 8° 23′ 47,7″ O) | Altwasser mit gut ausgeprägter Wasserpflanzenvegetation. Vorkommen gefährdeter Pflanzenarten. Fläche 4600 m² |             | ND 807 |
| BW              | Schachblumen-Vorkommen an der Hunte          | (52° 54′ 46,9″ N, 8° 24′ 30,1″ O) | Feuchtwiese. Einziges im Oldenburger Land bekannte Vorkommen der Schachblume. Fläche 48417 m² |             | ND 808 |
| BW              | Heidefläche in der Spascher Heide            | (52° 54′ 24,9″ N, 8° 22′ 21,9″ O) | Gut entwickelte Heidefläche. Nach dem Sturm 1972 entstanden. Fläche 39400 m² |             | ND 809 |
| BW              | Linden-Eichenreihe in Wildeshausen           | (52° 54′ 9,1″ N, 8° 27′ 10,2″ O)  | Länge ca. 350 m am Südrand der Harpstedter Straße. Fläche 5250 m² |             | ND 810 |
| Fotos hochladen | Platane an der Alexanderkirche               | (52° 53′ 55,5″ N, 8° 26′ 14,2″ O) | Mächtiger Baum, Höhe 36 m, Stammumfang 5,20 m, Kronendurchmesser ca. 38 m, Alter ca. 180 Jahre. Fläche 803 m² |             | ND 811 |
| Fotos hochladen | Eiche auf der Welgemarsch                    | (52° 53′ 36,2″ N, 8° 27′ 18,4″ O) | freistehende Eiche neben Pferdeunterstand, Höhe 21 m, Stammumfang 3,45 m, Alter ca. 200 Jahre. Fläche 380 m² |             | ND 812 |
| Fotos hochladen | Teich auf der Welgemarsch                    | (52° 53′ 32,2″ N, 8° 27′ 12,4″ O) | Seit ca. 1900 bestehender Teich mit gut ausgebildeter Wasser- und Uferpflanzenvegetation. Fläche 1000 m² |             | ND 813 |
| Fotos hochladen | Wildeshauser Eiland                          | (52° 53′ 18,1″ N, 8° 27′ 7,5″ O)  | Künstlich angelegtes Eiland. Schon im Jahre 1270 erwähnt. Uferbereich mit alten Bäumen bestanden. Fläche 18600 m² |             | ND 814 |
| Fotos hochladen | Teich auf der Moormarsch                     | (52° 52′ 53,7″ N, 8° 27′ 48,4″ O) | Mindestens seit 1900 bestehender Teich mit wertvoller Wasser- und Uferpflanzenvegetation. Der Uferbereich ist teilweise mit Erlen und Weiden bestanden. Fläche 4500 m² |             | ND 815 |
| Fotos hochladen | Teich am Pestruper Moor                      | (52° 52′ 52″ N, 8° 27′ 55,5″ O)   | Teich mit schmaler Verlandungszone, Ufer von Erlen und Weiden gesäumt. Fläche 2300 m² |             | ND 816 |
| Fotos hochladen | Teich auf der Pestruper Marsch               | (52° 52′ 44″ N, 8° 28′ 0,1″ O)    | Teich mit sehr wertvoller und üppiger Wasserpflanzenvegetation. östliche schließt sich ein kleiner Wald mit Erlen, Weiden etc. an. Fläche 3200 m² |             | ND 817 |
| Fotos hochladen | Findling bei den Großen Steinen              | (52° 52′ 52,4″ N, 8° 20′ 6,3″ O)  | Der Findling liegt mitten auf einer Weide und ragt nur ca. 30 cm aus dem Boden heraus. Durchmesser 3 m. Fläche 5 m² |             | ND 818 |
| Fotos hochladen | Findling bei Thölstedt                       | (52° 52′ 28,9″ N, 8° 20′ 34,1″ O) | Quaderförmiger Rapakivi-Findling mit einer Höhe von 2 m. Einseitig glatt abgeschliffen. Bei einer Abbaumaßnahme zum Vorschein gekommen. Fläche 5 m² |             | ND 819 |
| BW              | Kronsschlatt                                 | (52° 52′ 11,3″ N, 8° 25′ 20,3″ O) | Verlandetes Schlatt mit typischer Sumpfvegetation und Weidengebüschen, inmitten landwirtschaftlicher Flächen. Fläche 6400 m² |             | ND 820 |
| BW              | Götkenmoor                                   | (52° 51′ 51,8″ N, 8° 23′ 56,9″ O) | Kleine Moorfläche, teils mit Birkenbruchwald bewachsen, und teilweise mit offenen Wasserflächen. Fläche 16850 m² |             | ND 821 |
| BW              | Ulme in Düngstrup                            | (52° 51′ 38,9″ N, 8° 24′ 7,9″ O)  | Ortsbildprägende Ulme mit Krebswulst, Höhe 24 m, Stammumfang 4,50 m, Alter ca. 350 Jahre. Gelöscht laut Landkreis Oldenburg 2015. Fläche 350 m² |             | ND 822 |
| BW              | Telgenschlatt                                | (52° 51′ 34,6″ N, 8° 24′ 59,4″ O) | Schlatt mit wertvoller Verlandungszone, angrenzend Feuchtwiese, Weidenbüsche. Fläche 2600 m² |             | ND 823 |
| BW              | Papenkamps-Schlatt                           | (52° 51′ 27,1″ N, 8° 24′ 53″ O)   | Schlatt mit offener Wasserfläche, im Uferbereich große Bestände von Rohrkolben und Schilf. Zum Süden hin schließt sich ein Bruchwald an. Fläche 7600 m² |             | ND 824 |
| BW              | Wallhecke bei Düngstrup                      | (52° 51′ 18,8″ N, 8° 24′ 36,8″ O) | Eine ungewöhnlich artenreiche Wallhecke. Baum-, Strauch- und Krautschicht sind sehr gut ausgebildet. Fläche 1450 m² |             | ND 825 |
| BW              | Altes Abbaugebiet Ohheide                    | (52° 51′ 7,6″ N, 8° 24′ 17,6″ O)  | Das Gebiet enthält Wasserflächen, Sumpfzonen, Waldbereiche, trockene, sandige Standorte. Fläche 94200 m² |             | ND 826 |
| BW              | Schlatt am großen alten Moor                 | (52° 50′ 34,7″ N, 8° 24′ 52,5″ O) | Wasserfläche mit 2 kleinen Inseln, die mit Grauweiden bewachsen sind. Uferbereich mit Seggen, Binsen, Igelkolben etc. Fläche 5600 m² |             | ND 827 |
| BW              | Schlatt bei Ellerflage                       | (52° 50′ 23,1″ N, 8° 24′ 46,7″ O) | Ehemaliges Schlatt, das 1983 zu einem Teich ausgeschoben wurde. Im Sumpf- und Uferbereich ist eine wertvolle Vegetation vorhanden. Fläche 9000 m² |             | ND 828 |
| BW              | Teich bei Garmhausen                         | (52° 49′ 48,7″ N, 8° 27′ 59,2″ O) | Teich, der im westlichen Bereich mit Weiden bestanden ist. Der Uferbereich weist Großseggen- und Röhricht-Gesellschaften auf. Fläche 2000 m² |             | ND 829 |
| BW              | Feuchtbiotop an der Hunte                    | (52° 49′ 49″ N, 8° 28′ 14,9″ O)   | Feuchtgebiet inmitten eines natürlich aufgewachsenen Waldes, Großseggen: Röhricht und Hochstauden-Gesellschaften, teils offene Wasserflächen. Fläche 10600 m² |             | ND 830 |
| BW              | Lindenallee zwischen Denghausen und Colnrade | (52° 49′ 29,4″ N, 8° 28′ 14,2″ O) | Geschlossene Allee von landschaftsbildprägender Wirkung. Fläche 7000 m² |             | ND 831 |
| BW              | 2 Eichen in Kleinenkneten                    | (52° 50′ 59,7″ N, 8° 25′ 5″ O)    | Eine Eiche ist ca. 400 Jahre alt bei einem Stammumfang 4,20 m. Die andere Eiche ist ca. 200 Jahre alt bei Stammumfang von 2,40 m. |             | ND 832 |
| BW              | Rundes Moor                                  | (52° 55′ 31,8″ N, 8° 21′ 44,6″ O) | Glockenheide-Anmoor mit Vorkommen gefährdeter Pflanzenarten auf nährstoffarmem Niedermoorbereich unterhalb einer landschaftsbildprägenden Steilkante. Fläche 28500 m² |             | ND 833 |
| BW              | Schachblumenwiese II                         | (52° 54′ 53″ N, 8° 24′ 20,5″ O)   | Nördlicher Teil der durch die A1 geteilten Schachblumenwiese im Huntetal, ausgeprägt als feuchtes Weidegrünland. Fläche 12000 m² |             | ND 834 |
| BW              | Feuchtfläche an der Brookbäke                | (52° 53′ 34,7″ N, 8° 23′ 47,4″ O) | Sickernasses Feuchtgebiet in vermoorter Bachniederung mit artenreicher, besonders gut ausgeprägter Binsen-Pfeifengraswiese. Vorkommen gefährdeter und besonders geschützter Pflanzenarten sowie Erlenbruchwald und Röhricht. Fläche 9170 m²                                                                            |             | ND 835 |
| BW              | Naßwiese an der Holzhauser Bäke              | (52° 53′ 40,3″ N, 8° 21′ 44″ O)   | Quellige Naßwiese im vermoorten Bachtal. Fläche 22000 m² |             | ND 836 |
| BW              | Bruchwald in den Kiebitzwellen               | (52° 50′ 34,1″ N, 8° 26′ 26,2″ O) | Lichter, torfmoosreicher Birkenbruchwald mit Gagelgebüsch und Vorkommen einer besonders gefährdeten und geschützten Pflanzenart. Fläche 9900 m² |             | ND 837 |
| BW              | Aldruper Moor                                | (52° 50′ 29,3″ N, 8° 26′ 55,6″ O) | teilweise überstauter morastiger Erlenbruchwaldbestand in vermoorter Niederung. Vorkommen gefährdeter Pflanzenarten. Fläche 16900 m² |             | ND 838 |
| BW              | Hunte-Altarm, Hunte-Auwald                   | (52° 50′ 38,8″ N, 8° 28′ 45″ O)   | Restbestand der Hartholzaue unmittelbar an der Hunte: älterer Wald mit viel Totholz, in der Baumschicht überwiegend Eichen, beigemischt Eschen, Buchen und Ulmen, in der Strauchschicht Hasel, Weißdorn und Pfaffenhütchen, gut artenreiche Krautschicht. Flache, temporär überflutete Senken. Altarm. Fläche 30500 m² |             | ND 839 |
| BW              | Eiche an der Hunte südlich Bühren            | (52° 50′ 10,8″ N, 8° 28′ 43,5″ O) | mächtige, freiwachsende Eiche mit einem Stammumfang von 4,50 m, Kronendurchmesser 22 m, Kronenansatz in 1,7 m Höhe, Höhe 13 m. Fläche 480 m² |             | ND 840 |
| BW              | Das große alte Moor                          | (52° 50′ 32,3″ N, 8° 25′ 1,8″ O)  | Von Bäumen umgebene Weidefläche mit eingelagertem, temporärem Kleingewässer. Fläche 18900 m² |             | ND 841 |
| Fotos hochladen | Riesen-Findling am Lehmberg                  | (52° 54′ 4,7″ N, 8° 19′ 42,6″ O)  | Bei Bergung in drei Teilstücke gebrochener Findling aus Biotit-Gneis. Das größte Teilstück ist 4 m breit, 6 m lang und 2 m hoch. Fläche 113 m² |             | ND 842 |
| BW              | Bärlapp am Lohmühlenweg                      | (52° 52′ 39,4″ N, 8° 26′ 16,8″ O) | Stabiles Vorkommen des Sprossenden Bärlapp in lichtem Kiefernwald. Fläche 160 m² |             | ND 843 |